# Loss of Breath
Loss of Breath, auch bekannt als Loss of Breath: A Tale Neither In Nor Out of 'Blackwood, ist eine Kurzgeschichte des amerikanischen Schriftstellers Edgar Allan Poe, die unter dem Pseudonym "Littleton Barry" verfasst wurde. Die Geschichte ist eine satirische Erzählung und wird von Mr. Lackobreath geschildert, der versucht, seinen verlorenen Atem, den er buchstäblich verlegt hatte, wiederzufinden und zurückzugewinnen. Während seiner Reise wird er wiederholt zerstückelt und entstellt, fälschlicherweise für tot gehalten, erhängt, weggesperrt und vorzeitig bestattet.

## Handlung
Am Morgen nach der Hochzeit schreit Mr. Lackobreath seiner Frau Schimpfworte entgegen. Mitten in der Rede merkt Mr. Lackobreath, dass ihm buchstäblich der Atem wegbleibt. Er kann kaum noch sprechen und zieht sich in sein privates Zimmer zurück, um über den seltsamen Vorfall nachzudenken. Nachdem er das Zimmer durchsucht und seinen Atem nicht wiedergefunden hat, beschließt Mr. Lackobreath, seine Frau davon zu überzeugen, dass er seinem Traum von der Schauspielerei folgen muss, um ihr und ihren Nachforschungen zu entgehen.
Mr. Lackobreath beschließt, das Land zu verlassen, um seinen Zustand im Verborgenen zu halten, hat aber in der Stadt noch etwas zu erledigen. Er steigt in eine überfüllte Kutsche, und während der Fahrt werden sein Kopf und seine Gliedmaßen durch das Gedränge in der Kutsche ausgerenkt. Der regungslose Mr. Lackobreath wird für tot gehalten und nachdem ein praktizierender Arzt an seinem Taschenspiegel keinen Atem feststellt auch für tot erklärt. Mr. Lackobreaths Körper wird aus der Kutsche geworfen, wobei er sich weitere Verletzungen zuzieht, und in der Nähe der Taverne Crow landet.
Der Wirt der Taverne erhebt Anspruch auf das Gepäck von Mr. Lackobreath und verkauft seinen mutmaßlichen Leichnam an einen Chirurgen. Der Chirurg beginnt sofort mit der Sezierung von Mr. Lackobreath, wobei er Anzeichen von Bewegung feststellt. In der Annahme, dass Herr Lackobreath noch lebt, ruft der Chirurg einen Apotheker und entnimmt ihm rasch mehrere Organe für eine spätere Sezierung. Der Apotheker hält Herrn Lackobreath weiterhin für tot und erklärt die beobachteten Bewegungen durch eine elektrische Entladung, indem er ihn mit einer Batterie unter Strom setzt. Uneinig über das Ergebnis bindet der Chirurg Mr. Lackobreaths Leiche für eine spätere Untersuchung auf seinem Dachboden fest.
Nachdem zwei Katzen ihm schmerzhaft in die Nase gebissen haben, gewinnt Mr. Lackobreath die Kontrolle über sich selbst zurück und befreit sich. Er springt aus dem Fenster und landet in einen Henkerskarren. Als Mr. Lackobreath die Ähnlichkeit mit dem Insassen des Wagens bemerkt springt dieser aus dem Karren und verschwindet um eine Ecke. Die einzigen Männer, die den Wagen bewachen, sind ein schlafender Kutscher und zwei betrunkene Infanterie-Rekruten, die Herrn Lackobreath für den Verurteilten halten und ihn zum Galgen bringen, wo er gehängt wird. Da er keinen Atem hat, der ihm durch den Strick abgeschnürt werden könnte, bleibt er unberührt und täuscht zur Belustigung der versammelten Menge Krämpfe und Zuckungen vor. Mr. Lackobreaths Leiche wird dann in einer Empfangsgruft beigesetzt.
Der Erzähler fragt sich, ob in einem der Särge noch jemand lebt. Er öffnet die Deckel der Särge um ihn herum und grübelt darüber wie das Leben dieser Menschen gewesen sein mag. Er empfindet tiefstes Mitgefühl für diese Personen. Als er jedoch in einem anderen Sarg eine Gestalt, entdeckt die ihm bekannt vorkommt, findet er nichts Gutes an ihm. Doch zu seiner Überraschung erwacht der Mann und verteidigt sich. Mr. Lackobreath findet heraus, dass es sich bei diesem Mann um seinen Nachbarn Mr. Windenough handelt, der erzählt, dass er von einem plötzlichen und zweiten Atemzug getroffen wurde, als er am Haus des Erzählers vorbeikam. Dies verursachte einen Epilepsieanfall, der zu Mr. Windenoughs vorzeitiger Internierung führte. Mr. Lackobreath kommt zu dem Schluss, dass dies der Atem war, der ihm fehlte, und fordert ihn zurück, woraufhin Mr. Windenough nach mehrmaliger Entschuldigung einwilligt. Nachdem sich beide dank ihrer neugewonnenen Kraft auf sich aufmerksam gemacht haben, können sie aus ihrer misslichen Lage befreit werden. Am Ende der Erzählung erinnert Mr. Lackobreath den Leser "an die Vorzüge jener unvoreingenommenen Philosophie die ein sicherer und bereitwilliger Schutz gegen jene Wellen des Unglücks ist, die man weder sehen, noch fühlen, noch völlig verstehen kann."

## Charaktere
- Mr. Lackobreath: Der Erzähler der Geschichte. Er ist ein vorsichtiger Charakter und tut alles, um seinen Gesundheitszustand nicht preiszugeben, da er buchstäblich den Atem verloren hat. Er bezieht sich oft auf philosophische Theorien und spekuliert über die Sterblichkeit.
- Mrs. Lackobreath: Sie hat einen kurzen Auftritt zu Beginn der Geschichte. Sie hat in der Nacht zuvor Mr. Lackobreath geheiratet.
- Mr. Windenough: Er ist der Nachbar der Lackobreaths. Als er zum ersten Mal erwähnt wird, kommentiert der Erzähler die Liebesbriefe, die Windenough an seine Frau, Mrs. Lackobreath, geschrieben hatte. Er wird als groß und schlank beschrieben. Wie Mr. Lackobreath wurde auch er vorzeitig für tot erklärt, und der Erzähler stellt fest, dass der Atem, den er verloren hatte, unabsichtlich von dieser Figur aufgefangen wurde.
- Reisende: Sie reisen in einer Kutsche, die für ihre Größe und Anzahl zu klein ist. Zusammengedrängt renkt ihm ein großer Mann fahrlässig Gliedmaßen und Kopf  aus. Als die Reisenden später feststellen, dass Mr. Lackobreath tot ist, zögern sie nicht lange und werfen seinen vermeintlichen Leichnam aus der Kutsche.
- Arzt: Der als jung beschriebene Arzt war in der Kutsche und überprüfte mit seinem Taschenspiegel die Atmung von Mr. Lackobreath und erklärte ihn anschließend für tot.
- Wirt: Der Erzähler hält den Wirt der Taverne für einen "gastfreundlichen Mann". Diese Person nahm das Gepäck von Mr. Lackobreath an sich und verkaufte seine Leiche an einen Chirurgen.
- Chirurg: Obwohl er glaubt, dass Mr. Lackobreath noch lebt, zögert er nicht, die Organe des Mannes für eine spätere Sezierung zu entnehmen oder ihn auf seinem Dachboden festzubinden.
- Apotheker: Diese Figur vermutet, dass Mr. Lackobreath tot ist, und führt mit einer galvanischen Batterie elektrische Experimente an seinem Körper durch.
- Die Frau des Chirurgen: Sie versorgt den Chirurgen mit Material, um Mr. Lackobreath zu fesseln.
- W--- [sic] (Posträuber): Ein Mann, der wegen Postraubes zum Tode verurteilt wurde. Er ähnelt Mr. Lackobreath und ist "extrem gebrechlich und seit langem krank". Als Mr. Lackobreath im Wagen des Henkers landet, ergreift der Posträuber die Gelegenheit und entkommt, so dass Mr. Lackobreath seinen Platz am Galgen einnehmen muss.
- Kutscher des Henkerswagens: Einer der wenigen Wächter des Posträubers. Der Erzähler bemerkt, dass er schläft.
- Zwei Rekruten: Sie bewachen ebenfalls den Posträuber und sind betrunken.

## Interpretation

### Transzendentalismus
Der Transzendentalismus, war zu Poes Zeit einer der wichtigsten Diskurse, der sich mit Spekulationen über die Unsterblichkeit und Fragen zum posthumanen Subjekt infolge des medizinischen Fortschritts befasste. Die philosophischen Ideen des Transzendentalismus werden in "Loss of Breath" durch die Überlegung des Erzählers angedeutet, er sei "lebendig mit den Eigenschaften der Toten – tot mit den Neigungen der Lebenden". Mr. Lackobreath ist die Verkörperung einer physikalischen Unmöglichkeit: lebendig zu sein ohne zu atmen. Solche Unmöglichkeiten faszinierten viele im 19. Jahrhundert, weil neue Entdeckungen frühere, für wahr gehaltene Überzeugungen widerlegten. Die Trennung zwischen dem Körper und der eigenen Essenz oder dem Leben wird durch die Bemerkung des Erzählers angedeutet: "dass ich nicht starb. Mein Körper war, aber ich hatte keinen Atem, um zu sein". Eine weitere physische Unmöglichkeit, die in Poes Erzählung wahrgenommen und angedeutet wird, ist die Wiederbelebung. Es gibt Stellen in der Erzählung, an denen Mr. Lackobreath bewegungslos ist, etwa nach der Fahrt mit der Kutsche und nachdem sein Körper chirurgischen Eingriffen und Experimenten unterzogen wurde. Bald darauf wurde die Figur jedoch wieder zum Leben erweckt. Um die Grenzen der Materie und die Transzendenz der Wissenschaft weiter auszuloten, deutet Mr. Lackobreath bei seiner Suche nach seinem Atem zu Beginn der Geschichte an, dass sein Atem, ein Indikator für das Lebendige, "sogar eine greifbare Form haben könnte".

### Pseudowissenschaft
Zu Poes Zeiten diente die Pseudowissenschaft als Mittel zur Erklärung von Krankheiten und zur Verbindung von Patienten mit der Medizin, ohne dass ein Arzt eingreifen musste. Aufgrund der schlechten Kommunikation zwischen Ärzten und Patienten fand die Pseudowissenschaft großen Anklang in der Bevölkerung. Auch das uneinheitliche medizinische Wissen der Ärzte war ein weiterer Faktor, der die Pseudowissenschaft attraktiv machte. Dieser Mangel an Verlässlichkeit und Ressourcen führte dazu, dass viele versuchten, Krankheiten zu Hause mit den üblichen pseudowissenschaftlichen Praktiken zu heilen. Da es keine legitimen Schmerzmittel gab, wurden Mesmerismus und Trance zu Betäubungszwecken eingesetzt. Anhand zugänglicher medizinischer Abhandlungen konnten die Öffentlichkeit und die Schriftsteller Rückschlüsse ziehen und versuchen, Diagnosen zu stellen.
Die rasante Entwicklung der Medizintechnik im neunzehnten Jahrhundert erforderte ebenfalls eine Erklärung, und hier spielte der Mesmerismus eine große Rolle. Der Mesmerismus ist  mit der Wiederbelebung von Mr. Lackobreath durch Elektrizität präsent. Mesmerismus wird auch durchgängig in der Erzählung mit der Konvergenz von Leben und Tod vermittelt, die von Mr. Lackobreath verkörpert wird. Mr. Lackobreaths Beschreibungen von Symptomen, die auf Dyspnoe hindeuten und die er selbst diagnostiziert, sind ebenfalls eine Art, in der sich Pseudowissenschaft zeigt. So verweist er beispielsweise auf seine Beklemmung und die Spasmen der Halsmuskeln". Die mesmerischen Experimente wichen der Effekthascherei, die viele Kritiker Poe vorwarfen. Als "Sprache der Sensation" bezeichnet, bediente sich Poe der Sensationslust mittels der mesmerischen Trance. Mr. Lackobreath stellte einen künstlichen Todeszustand dar, der die Grenzen des menschlichen Potenzials auslotet und die Empfindungen und das Bewusstsein beim bewussten Übergang vom Leben zum Tod erforscht.

## Historischer Hintergrund
Im neunzehnten Jahrhundert machte Amerika große wissenschaftliche Fortschritte, was zu vielen uns heute bekannten Theorien führte. In dieser Zeit blühte vor allem die Physik mit den Entdeckungen des elektrischen Widerstands und der Leitfähigkeit sowie der elektromagnetischen Induktion auf. Die Wissenschaft deutete auf ein neu entdecktes menschliches Potenzial hin, was eine wachsende Faszination, Interesse und sogar Angst vor neuen medizinischen Ideen, Konzepten und Praktiken hervorrief. Viele davon fanden ihren Ausdruck in Schrift und Kunst. Einer der Bereiche, der sich zu dieser Zeit weiterentwickelte, war der Bereich der Prothesen. Die Prothese wurde weiter erforscht und angewandt. Der Gedanke an künstliche Körperteile kommt in Loss of Breath" zum Ausdruck, als der Erzähler bei der Suche nach seinem Atem auf "ein Paar falsche Zähne, zwei Hüften, ein Auge" stößt. Die wiederholte Zerstückelung, Trennung und Vereinigung von Körperteilen in "Loss of Breath" kann auch auf das Aufkommen der Prothetik zurückgeführt werden. So kommentiert der Erzähler: "alle meine Gliedmaßen waren ausgerenkt", "meine beiden Arme gebrochen" und "meine Ohren abgeschnitten" diese erwiesen sich für den Erzähler jedoch nie als Behinderung.
Ein allgemeines Gefühl im neunzehnten Jahrhundert war das mangelnde Vertrauen in die Ärzteschaft. Obwohl der Chirurg die Lebenszeichen erkannte, entnahm er die Organe für die Sezierung. Auch der Apotheker gilt als unwissend, da er neugierig mit dem Körper von Mr. Lackobreath experimentiert und die Lebenszeichen nicht bemerkt, die der Erzähler zu schildern versucht. Poe charakterisiert das begrenzte Wissen der Mediziner mit dem Arzt, dem Chirurgen und dem Apotheker. Außerdem wurden in dieser Zeit chirurgische Verfahren und Experimente zur Untersuchung eingesetzt; es gab jedoch keine absolute Möglichkeit, den Tod zu diagnostizieren oder den genauen Zeitpunkt des Todes zu bestimmen. Im neunzehnten Jahrhundert gab es daher zahlreiche Fälle von versehentlichen Bestattungen  Scheintoter, was viele beunruhigte. Schließlich sahen sich einige Menschen veranlasst, Mechanismen in Särgen zu erfinden, die die Menschen in der Umgebung auf die lebendig im Sarg eingeschlossenen Personen aufmerksam machen konnten. Poe war also nicht der Einzige, der sich Gedanken darüber machte lebendig begraben zu werden. Mr. Lackobreath wird in mehreren Fällen fälschlicherweise für tot gehalten: von den Reisenden in der Kutsche, dem Arzt, dem Chirurgen, dem Apotheker und dem Henker.

## Kritik an der Medizin
Poe brachte dies oft in seinen Schriften zum Ausdruck. Manchmal reichte ein Koma oder ein vorübergehender Scheintod um jemanden für tot zu erklären. Dies zeigt sich, als der Chirurg nicht zögert, den Körper von Mr. Lackobreath aufzuschneiden, ohne zu bemerken, dass dieser vorher noch am Leben war. Auf der anderen Seite stellt Mr. Lackobreath fest, dass Mr. Windenough noch lebt, während er nach einem epileptischen Anfall für tot gehalten wurde. Poe suggeriert, dass Menschen ohne medizinisches Fachwissen besser bestimmen können ob jemand lebt oder tot ist.Ein weiterer Kritikpunkt an den medizinischen Praktiken war das Fehlen präziser Instrumente und Technologien. So hatte der Arzt in der Kutsche nichts weiter als einen Taschenspiegel, um festzustellen, ob Mr. Lackobreath noch lebte, was zu einer ungenauen Schlussfolgerung führte. Poe geht auch auf die fehlerhafte Sprache und die fehlerhaften Diagnosen von Ärzten ein. Zu Poes Zeiten war man der Ansicht, dass Ärzte ihren Patienten unvollständige oder widersprüchliche Informationen gaben. Der Erzähler spottet darüber, denn er diagnostiziert bei sich selbst Dyspnoe, indem er mehrere gängige Symptome aufzählt, ohne dies jedoch ausdrücklich zu sagen.